# 岑阳镇
岑阳镇，是中华人民共和国江西省上饶市横峰县下辖的一个镇。

## 行政区划
岑阳镇下辖以下地区：
铺前社区、岑港村、黄家村、姜家村、朝堂村、铺前村和蔡坞村。

## 交通
- 沪昆铁路、峰福铁路：横峰站